# اعتراف (مجموعه تلویزیونی کره جنوبی)
اعتراف (به کره‌ای: 자백; لاتین‌نویسی اصلاح‌شده: Jabaek) یک مجموعهٔ تلویزیونی کره جنوبی با بازی لی جون هو، شین هیون بین و یو جه میونگ است. این مجموعه از ۲۳ مارس تا ۱۲ مه ۲۰۱۹، روزهای شنبه و یکشنبه ساعت ۲۱:۰۰ (کی‌اس‌تی)  از تی‌وی‌ان برای ۱۶ قسمت پخش شد. این مجموعه از شنبه ۱۷ اردیبهشت ۱۴۰۱ از شبکه سه سیما پخش شد.

## خلاصه داستان
داستان این مجموعه دربارهٔ چوی دو هیون (لی جون هو) است که برای پاک کردن نام پدرش که قبلاً به اشتباه متهم به قتل شده؛ وکیل می‌شود. چوی دو هیون دوران کودکی خود را به‌دلیل بیماری قلبی در بیمارستان گذرانده‌است. او به‌طور معجزه آسایی شانس پیوند قلب را پیدا کرد و درست بعد از موفقیت در عمل پیوند قلب، پدرش متهم به قتل و به مرگ محکوم می‌شود.

## بازیگران

### اصلی
- لی جون هو در نقش چوی دو هیون[۳][۴]
- شین هیون بین در نقش ها یو ری[۵]
- یو جه میونگ در نقش گیل چون هو[۶][۷]
- نام گی ئه در نقش خانم جین[۸]